# Luca Fusi
Luca Fusi (Lecco, 1963. június 7. –) olasz válogatott labdarúgó.

## Pályafutása

### Klubcsapatban
Pályafutását a Comóban kezdte 1981-ben, majd ezt követően 1986 és 1988 között játszott a Sampdoriában, mellyel megnyerte az olasz kupát.
1988-ban a Napoli igazolta le, melynek színeiben 1989-ben az UEFA-kupát, 1990-ben pedig az olasz bajnokságot nyerte meg.
1990. júniusában a Torino csapatához szerződött, ahol négy szezont töltött. Ezalatt egyetlen gólt szerzett, ironikus módon pont a Napoli ellen 1992. február 16-án. 1992-ben bejutott csapatával az UEFA-kupa döntőjébe, ahol a Juventus ellen vereséget szenvedtek 1993-ban pedig ismét megnyerte az olasz kupát. 1994-ben a Juventushoz távozott. Az 1994–95-ös szezonban olasz bajnok és olasz kupagyőztes lett. Azonban mivel kevés lehetőséget kapott egy év után távozott és a svájci Lugano szerződtette. 1995 és 1997 között 20 mérkőzésen lépett pályára és itt is fejezte be a pályafutását.

### A válogatottban
1988 és 1992 között 8 alkalommal szerepelt az olasz válogatottban. 1988. március 31-én mutatkozott be egy Jugoszlávia elleni mérkőzésen.
Részt vett az 1988-as Európa-bajnokságon, de nem lépett pályára egyetlen mérkőzésen sem.

## Sikerei, díjai
Sampdoria
- Olasz kupa (1): 1987–88

Napoli
- Olasz bajnok (1): 1989–90
- UEFA-kupa (1): 1988–89

Torino
- Közép-európai kupa (1): 1991
- Olasz kupa (1): 1992–93

Juventus
- Olasz bajnok (1): 1994–95
- Olasz kupa (1): 1994–95
- Olasz szuperkupa (1): 1995

## Külső hivatkozások
- Luca Fusi adatlapja a National-Football-Teams.com oldalon (angolul)

- Luca Fusi (angol nyelven). FootballDatabase.eu
- Luca Fusi (angol nyelven). eu-football.info
- Luca Fusi (olasz nyelven). figc.it, FIGC. [2018. július 27-i dátummal az eredetiből archiválva]. (Hozzáférés: 2018. július 27.)